# 亞斯-瑙吉孔-索爾諾克州
亚斯-瑙吉孔-索爾諾克州（匈牙利語：Jász-Nagykun-Szolnok megye）是匈牙利中部的一個州。面積5,582平方公里，人口379,897（2015年）。首府索爾諾克。

## 行政区划

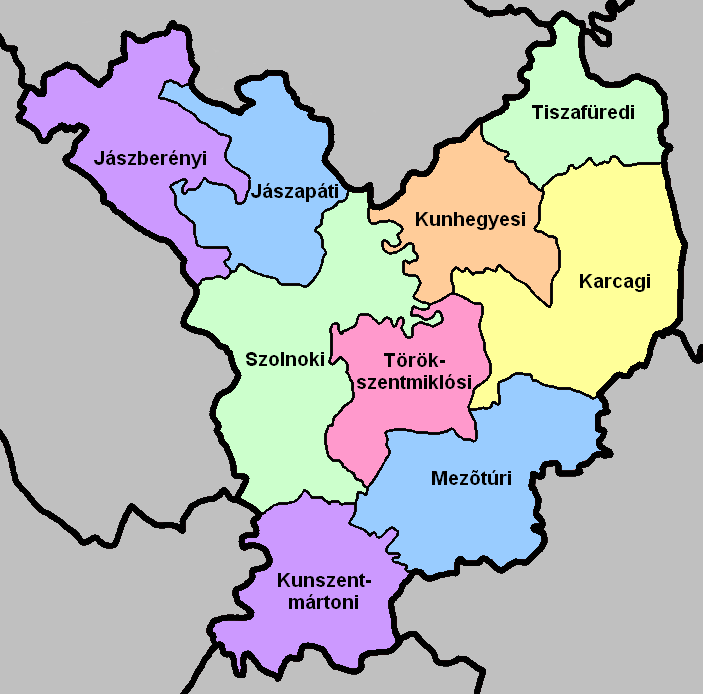
亚斯-瑙吉孔-索爾諾克州的区份

### 区份
- 亞索帕蒂區
- 亚斯贝雷尼区
- 考尔曹格区
- 孔海傑什區
- 孔圣马尔通区
- 迈泽图尔区
- 索尔诺克区
- 蒂萨菲赖德区
- 特勒克圣米克洛什区

### 市镇
下設一个州级市、21个城镇、4个大村和52个村庄。
1. ↑  nepesseg.com, population data of Hungarian settlements